# 이종민 (1983년)
이종민 (李宗珉, 1983년 9월 1일 ~ )은 대한민국의 전 축구 선수로서 포지션은 윙어와 오른쪽 풀백이었다. 현재 수원 삼성 블루윙즈 스카우터로 재직 중이다.

## 개요
제주특별자치도 서귀포시 출생으로 서귀포초, 중, 고등학교를 거쳤다. 고향이 '제주특별자치도'인 점과 빠른 주력에 착안하여 '조랑말'이라는 별명이 붙었다.

## 축구인 생활

### 선수 생활
2002년 수원 삼성 블루윙즈에 입단하여 K리그에 데뷔했으나, 그 해 단 한 차례의 리그 경기에도 뛰지 못했다. 2003년 리그에서 16경기를 뛰었지만, 2004년 하우젠 컵을 포함하여 5경기를 뛰는 데 그쳤다. 2005년 울산 현대 호랑이로 이적한 뒤 그 해 리그에서 24경기를 뛰며 경기 출전횟수를 늘리기 시작하였고, 그 해 K리그 우승에 공헌하였다. 2008년 김동석과의 맞트레이드로 FC 서울로 이적한 뒤, 그 해 K리그 준우승에 공헌하였다.
2009 시즌엔 대퇴이두근이 끊어지는 큰 부상을 당했다. 이후 부상 후유증으로 인한 컨디션 난조까지 겹치며 2년 간 리그 16경기에 출전하는 것에 그쳤다. 2010 시즌이 종료된 후 입대하였고 상무에서 리그 36경기를 소화한 후 2012년 9월 10일 전역하여 원 소속팀으로 복귀하였다.
2013 시즌을 앞두고 라이벌 팀이자 자신의 프로 데뷔팀인 수원 삼성 블루윙즈로 이적하였지만 1시즌 간 7경기 1골에 그쳤고 시즌 종료 후 계약을 해지하였다.
2014년 K리그 챌린지 광주 FC의 남기일 감독의 러브콜을 받고 광주에 입단하였다. 입단 첫 해 리그 28경기에서 3골 6도움을 기록하며 팀의 승격 플레이오프 진출에 기여하였고, 경남 FC와의 승강 플레이오프 2경기에 모두 출전하며 팀의 승격을 이끌었다.
2018 시즌을 앞두고 부산 아이파크로 이적했다. 2019시즌을 마치고 현역에서 은퇴했다.

### 국가 대표 생활
2006년 10월 8일 가나와의 친선경기에서 A매치에 데뷔하였다.

## 지도자 경력
선수 은퇴 이후인 2020년, 친정팀인 수원에서 스카우터로 새 출발을 하게 되었다.

## 그 외
2008년 12월 양예라와 결혼하였다.

## 경력

### 선수 경력
- 2002년 ~ 2004년  수원 삼성 블루윙즈
- 2005년 ~ 2008년  울산 현대 호랑이
- 2008년 ~ 2010년  FC 서울
- 2011년 ~ 2012년  상주 상무 피닉스 (군복무)
- 2012년  FC 서울
- 2013년  수원 삼성 블루윙즈
- 2014년 ~ 2017년  광주 FC
- 2018년 ~ 2020년  부산 아이파크

## 수상

### 클럽

#### 수원 삼성 블루윙즈
- K리그 우승 1회 (2004년)
- FA컵 우승 1회 (2002년)
- 아시아 클럽 챔피언십 우승 1회 (2002년)
- 아시아 슈퍼컵 우승 1회 (2002년)

#### 울산 현대 호랑이
- K리그 우승 1회 (2005년)
- 하우젠 컵 우승 1회 (2007년)
- 하우젠 컵 준우승 1회 (2005년)
- 대한민국 슈퍼컵 우승 1회 (2006년)
- A3 챔피언스컵 우승 1회 (2006년)

#### FC 서울
- K리그 우승 1회 (2010년)
- K리그 준우승 1회 (2008년)
- 리그컵 우승 1회 (2010년)

## 참고 자료
- 이종민,“부상이 뺏어간 시간을 되찾으려 달린다”